# Thăm dò Sao Thổ

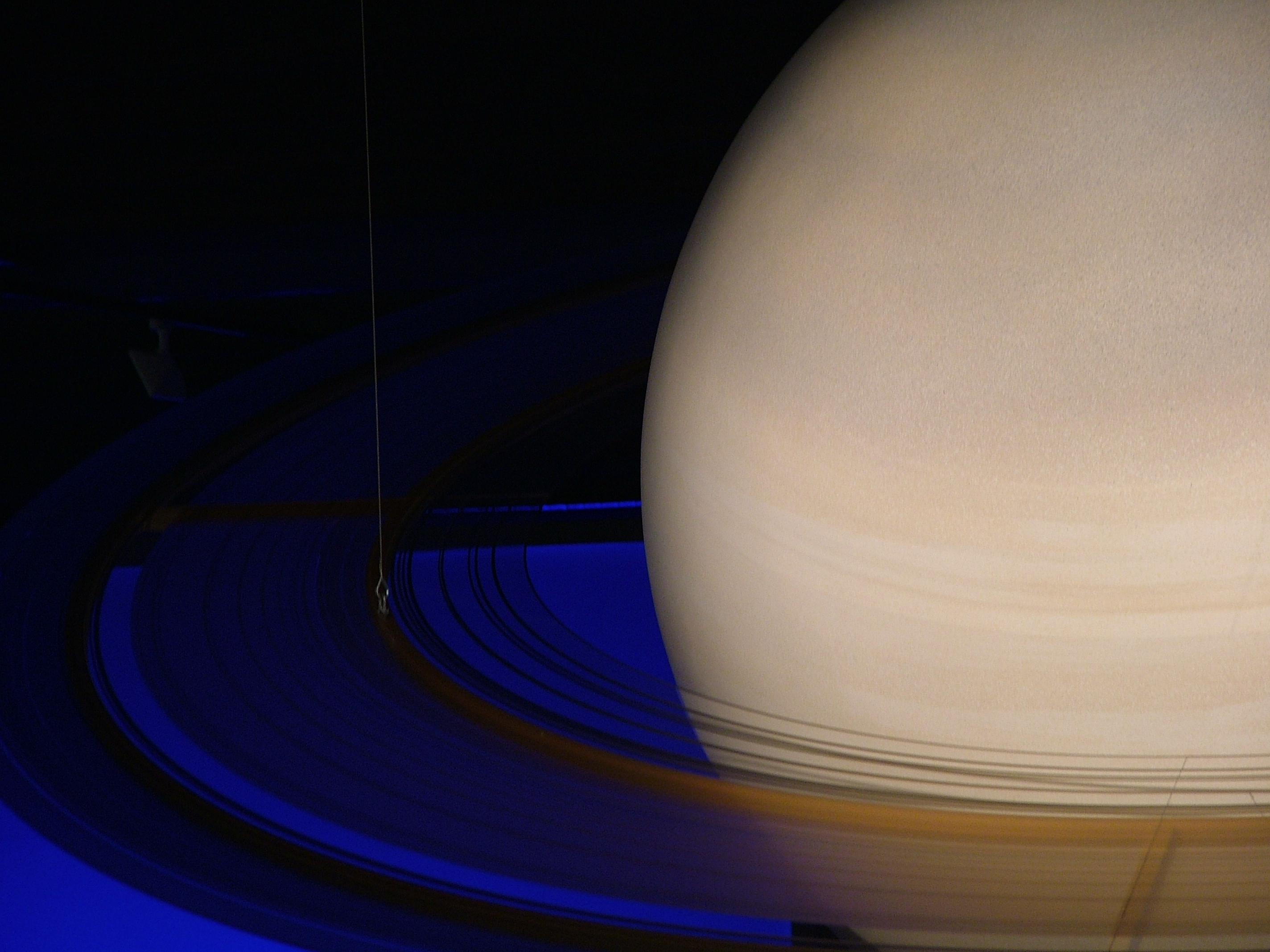
Artwork utilizing exploration data, as revealed in "Sternstunden" in Oberhausen

Thăm dò Sao Thổ mới chỉ được thực hiện độc nhất do các tàu thăm dò không người lái. Ba nhiệm vụ là bay ngang qua, tạo nên một nền tảng kiến thức mở rộng về hệ. Tàu vũ trụ Cassini–Huygens, phóng vào năm 1997, nằm trong quỹ đạo của Sao Thổ từ năm 2004 đến năm 2017.

## Bay ngang qua

### Chuyến bay ngang qua củaPioneer 11

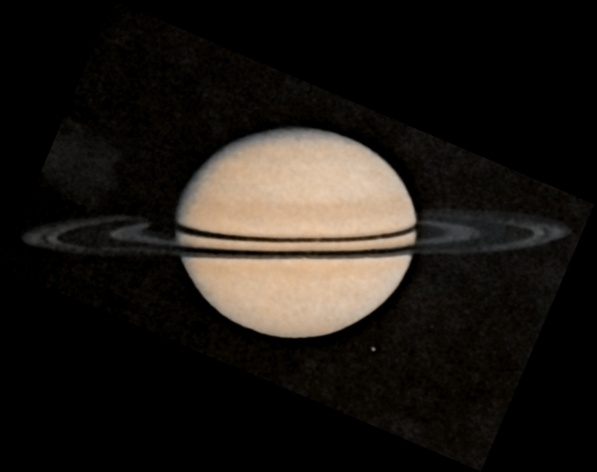
Hình ảnh Sao Thổ do Pioneer 11 chụp.

Sao Thổ lần đầu được ghé thăm bởi Pioneer 11 vào tháng 9 năm 1979. Nó bay trong phạm vi 20.000 km ở trên cùng tầng mây của hành tinh. Các hình ảnh phân giải thấp về hành tinh và một vài vệ tinh của nó đã được chụp; độ phân giải của các bức ảnh thì không đủ tốt để thấy rõ được các đặc điểm bề mặt. Con tàu vũ trụ cũng nghiên cứu các vành đai; trong số các phát hiện thì có vành F mỏng và sự thật rằng các khoảng trống tối trong vành đai thì trở nên sáng khi nhìn về phía Mặt Trời, hay nói cách khác, chúng không phải không hề có vật chất. Pioneer 11 cũng đo đạc nhiệt độ Titan ở mức 250 K.

## Cassinibay trong quỹ đạo

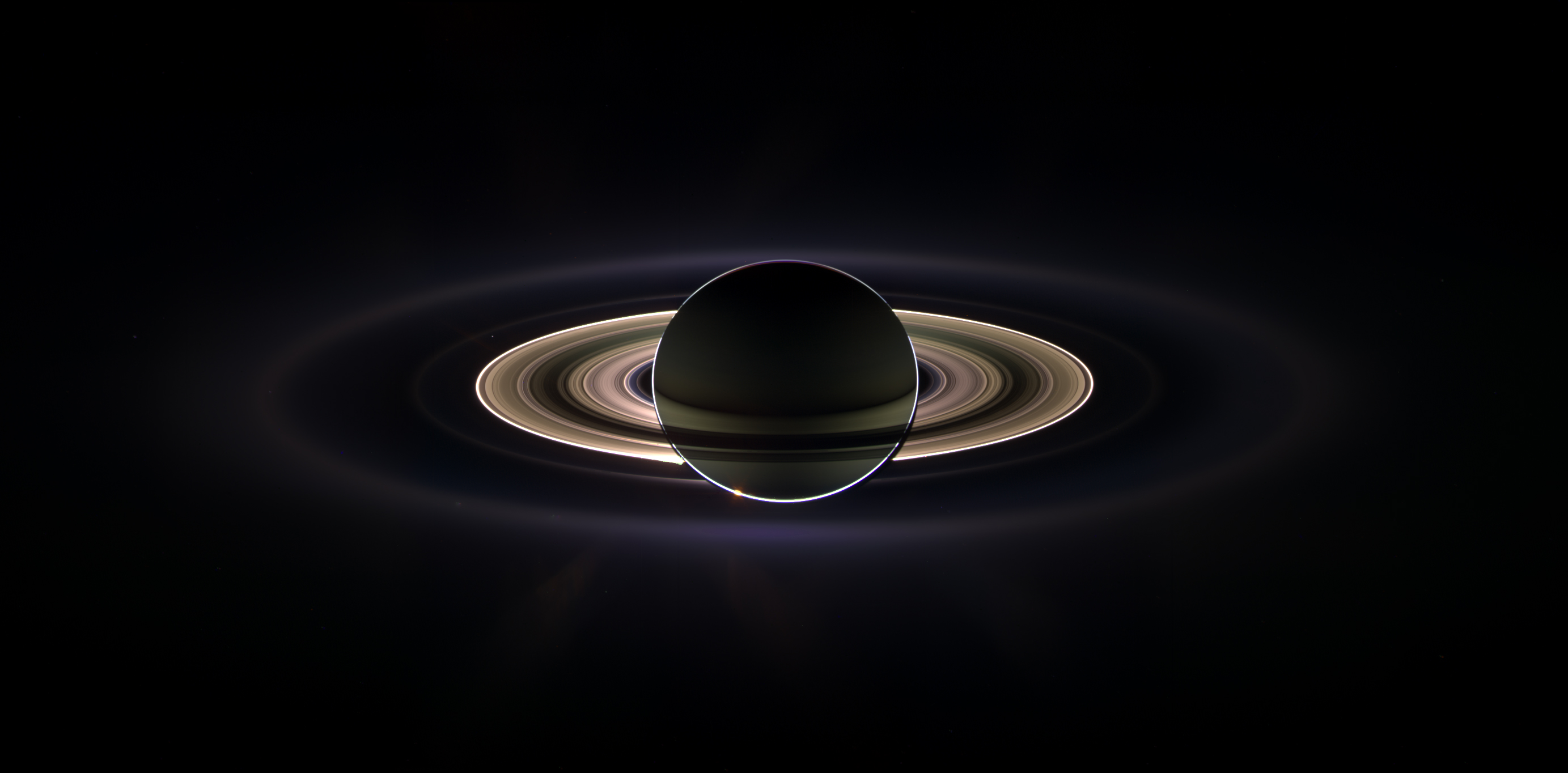
Saturn che khuất Mặt Trời, nhìn từ Cassini.

Đồ họa quỹ đạo của Cassini quanh Sao Thổ từ 1 tháng 5 năm 2004 đến 7 tháng 8 năm 2008
Cassini· Saturn· Titan· Iapetus

Vào ngày 1 tháng 7 năm 2004, con tàu vũ trụ Cassini–Huygens thực hiện một SOI (Saturn Orbit Insertion) maneuver và tiến vào quỹ đạo quanh Sao Thổ. Trước khi thực hiện SOI, Cassini đã nghiên cứu về hệ một cách bao quát. Vào tháng 6 năm 2004, nó đã thực hiện một chuyến bay ngang qua Phoebe ở cự ly gần và gửi về những hình ảnh phân giải cao và dữ liệu.